# Kazuki Omori
Kazuki Omori (大森一樹 Omori Kazuki?) (Osaka, 3 de marzo de 1952-Nishinomiya, 12 de noviembre de 2022) fue un director de cine y guionista japonés, conocido por su trabajo en algunas películas de la serie Godzilla. Estuvo invitado en la G-Fest XIII de 2006.

## Filmografía

### Como director
- Kuraku naru-made matenai! (1975)
- Orenji Rodo kyuko (1978)
- Kaze no uta o kike (1980)
- Hipokuratesu-tachi (1980)
- Sukanpin walk (1984)
- You Gotta Chance (1985)
- Koisuru onnatachi (1986)
- Take It Easy (1986)
- Totto Channel (1987)
- Sayonara no onnatachi (1987)
- Hana no furu gogo (1989)
- Godzilla tai Biollante (1989)
- Boku ga byoki ni natta wake (1990) (episodio 2)
- Mangetsu: Mr. Moonlight (1991)
- Godzilla vs. King Ghidorah (1991)
- Keisho sakazuki (1992)
- Shoot (1994)
- Dai shitsuren (1995)
- Kinkyu yobidashi - Emajenshi koru (1995)
- Waga kokoro no ginga tetsudo: Miyazawa Kenji monogatari (1996)
- Dorimu sutajiamu (1997)
- June Bride (1998)
- El hijo del viento (2000)
- Hakata Movie: Chinchiromai (2000)
- Saiaku (2001) (TV)
- Hashire! Ichiro (2001)
- T.R.Y. (2003)
- Super Star Fleet Sazer-X the Movie: Fight! Star Soldiers (2005)
- Blowing in the Winds of Vietnam (Betonamu no kaze ni fukarete) (2015)

### Como guionista
- Kuraku naru-made matenai! (1975)
- Orenji Rodo kyuko (1978)
- Kaze no uta o kike (1980)
- Hipokuratesu-tachi (1980)
- Take It Easy (1986)
- Koisuru onnatachi (1986)
- Totto Channel (1987)
- Sayonara no onnatachi (1987)
- Yojo no jidai (1988)
- Hana no furu gogo (1989)
- Godzilla tai Biollante (1989)
- Boku ga byoki ni natta wake (1990) (episodio 2)
- Mangetsu: Mr. Moonlight (1991)
- Godzilla vs. King Ghidorah (1991)
- Mothra vs. Godzilla (1992)
- Kinkyu yobidashi - Emajenshi koru (1995)
- Godzilla vs. Destoroyah (1995)
- June Bride (1998)
- Kaze o mita shonen (2000)
- Hakata Movie: Chinchiromai (2000)
- Hashire! Ichiro (2001)